# アブラハム・マズロー
アブラハム・ハロルド・マズロー（Abraham Harold Maslow, 1908年4月1日 - 1970年6月8日）は、アメリカ合衆国の心理学者。
ニューヨーク州ニューヨーク市ブルックリン区に生まれる。彼は人間性心理学の最も重要な生みの親と言われている。これは精神病理の理解を目的とする精神分析と、人間と動物を区別しない行動主義心理学の間の、いわゆる「第三の勢力」として、心の健康についての心理学を目指すもので、人間の自己実現を研究するものである。彼は特に人間の欲求の階層（マズローの欲求のピラミッド）を主張した事でよく知られている。マズローは人間についての学問に新しい方向付けを与えようとしたが、彼の著作はそれ以上に内容豊かなものになっている。著書、雑誌論文は100編以上におよび、アカデミックな心理学のみならず、教育や経営学のような隣接領域にまで彼の思索は及んでいる。

## 生涯
マズローは、20世紀初めにポグロムをのがれてアメリカに移住したユダヤ系ロシア人移民（貧困家庭）の長男（下に六人の弟・妹）として、ニューヨーク・ブルックリンに生まれた。高校卒業後ニューヨーク市立大学シティカレッジに入学。同大で2年間法律学を学ぶ。ウィスコンシン大学に転校し、心理学をまなび、1930年卒業。同大学で1931年心理学の修士号を取得。1934年に心理学博士号を取得した。1937年、彼はニューヨーク市立大学ブルックリン校から教授として招聘を受け、着任。1951年にはユダヤ系の大学として有名なブランダイス大学に移り、1969年まで在職した。1962年、ヒューマニスティック心理学会を設立。1967年-1968年、アメリカ心理学会会長。以後、自ら提唱する人間性心理学の旗頭として活躍し、自己実現、創造性、価値、美、至高経験、倫理など、従来の心理学が避けてきた、より人間的なものの研究に道を開いた。
マズローの人格理論は、通称「自己実現理論（欲求段階説）」と呼ばれ、心理学のみならず、経営学、看護学など他の分野でも言及される。
1967年にマズローは「今年のヒューマニスト」に選出される。1969年には、スタニスラフ・グロフと共にトランスパーソナル心理学会を設立。
1970年6月8日、心臓発作で亡くなった。人間性心理学に対応した哲学・倫理学を打ち立てるという彼の学術的な企ては、結局未完のままに留まった。

## 批判
マズローの着想は科学的な厳密さの欠如により多々批判されている。ひとつはアメリカの経験論哲学者による、科学的に脆弱だというもの。2006年には、Christina Hoff SommersとSally Satelが経験的実証の欠如により、マズローの着想は時代遅れであり「もはやアカデミックな心理学の世界では真面目に取り上げられてはいない」と断言した。ポジティブ心理学においてはペシミスティックな観点(How things go wrong)より、(How things go right)の探求に力が注がれている。
また、5段階欲求という図式は、西洋的な価値判断またイデオロギーにバイアスがかかっているとして非難されている。多数の文化心理学者が、この概念を他の文化、社会と関連付けて考慮したところ、一般原理として採用することは到底できないと述べている。
マズローの自己実現する人々という概念は、1993年にジャン・ピアジェのProcess of initiationの理論に結び付けて語られた。

## 著作
- A Theory of Human Motivation (1943, originally published in Psychological Review, 50, 370-396. Available online.)
- Motivation and Personality (first edition: 1954, second edition: 1970)
- Eupsychian Management (1965)
- Toward a Psychology of Being (1968)
- The Further Reaches of Human Nature (1971)

### 日本語訳
- 『完全なる人間 魂のめざすもの』上田吉一訳 誠信書房 1964
- 『自己実現の経営 経営の心理的側面』原年広訳 産業能率短期大学出版部 1967
- 『可能性の心理学』早坂泰次郎訳 川島書店 1971
- 『人間性の心理学 モチベーションとパーソナリティ』小口忠彦監訳 産業能率短期大学出版部 1971
- 『創造的人間 宗教・価値・至高・経験』佐藤三郎,佐藤全弘訳 誠信書房 1972
- 『人間性の最高価値』上田吉一訳 誠信書房 1973
- 『完全なる経営』金井壽宏監訳 大川修二訳 日本経済新聞社 2001

## 伝記
- The Right to be Human by Edward Hoffman
- The Founders of Humanistic Psychology by Roy Jose DeCarvalho